# Bildsten

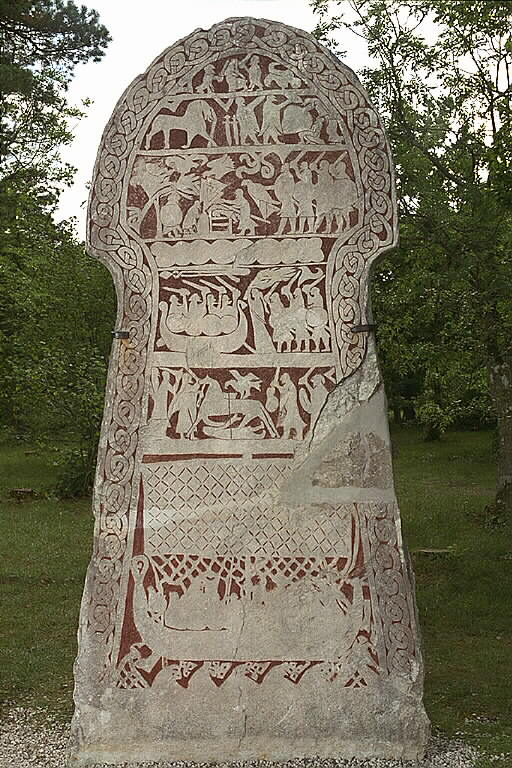
Bildsten Bunge 77:2a. Lärbro socken, Gotland.

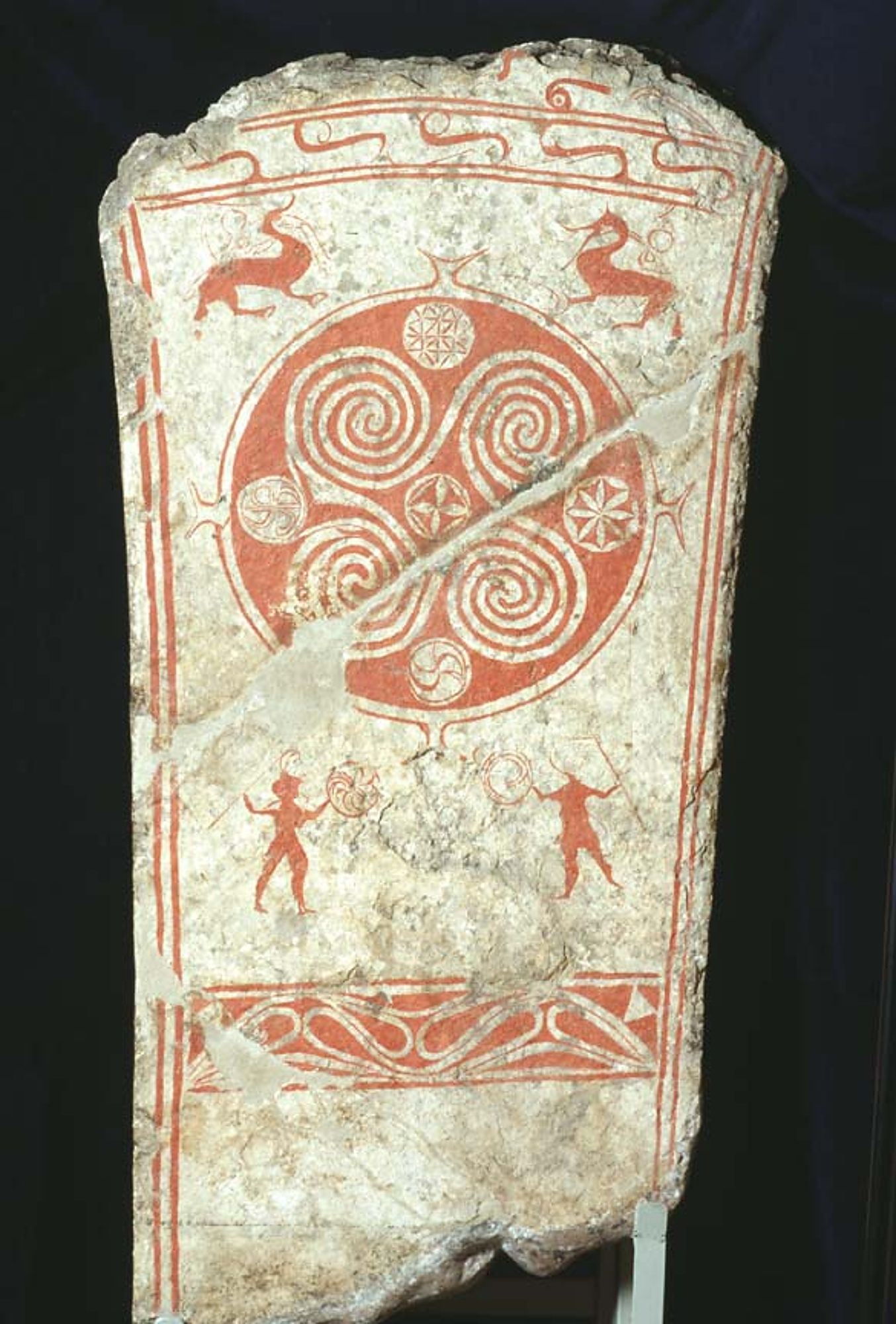
Bildsten från 400-549, Vallstenarum, Gotland.

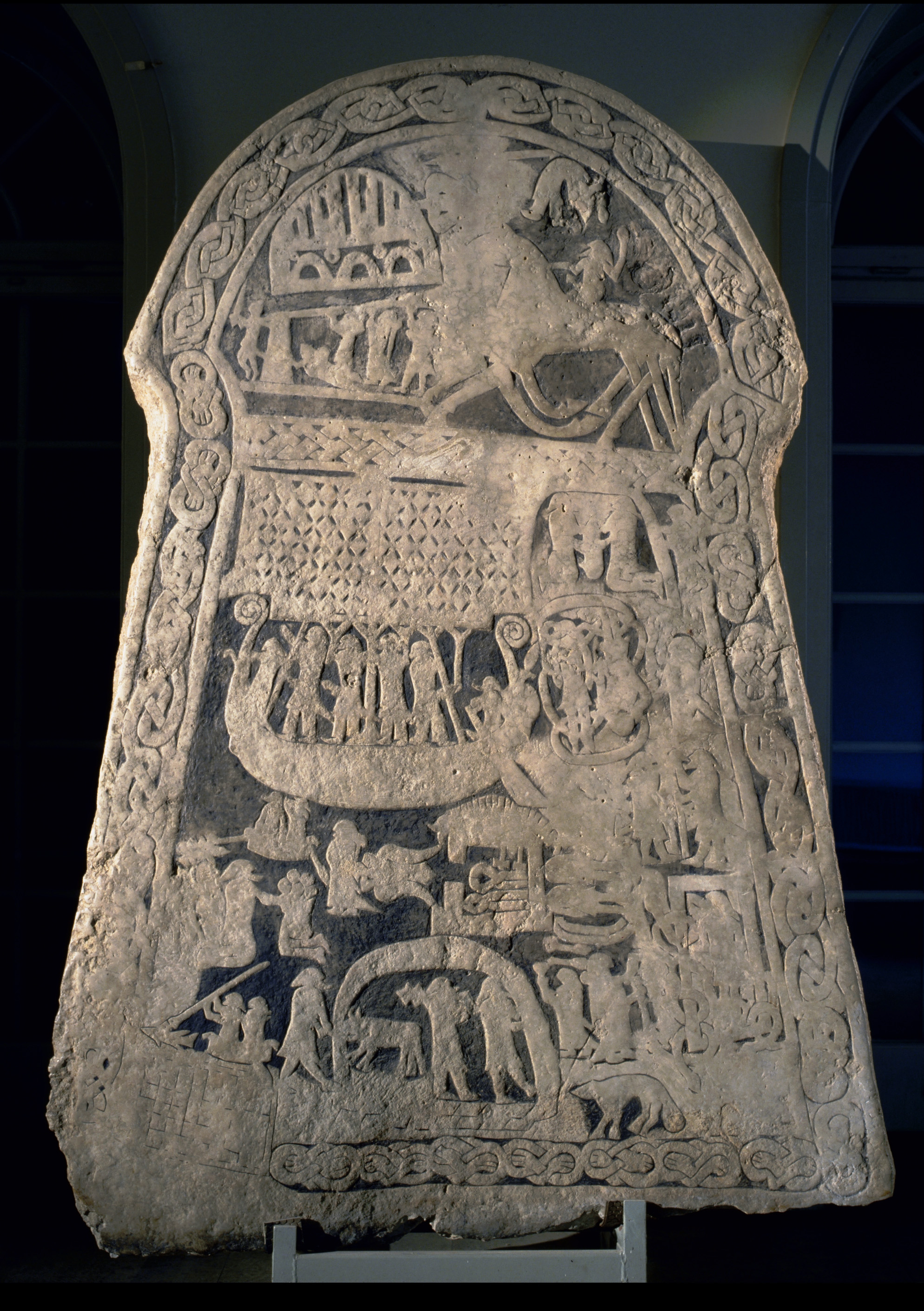
En av Ardrestenarna med motiv ur Völundssagan, Gotland ca 700-800.

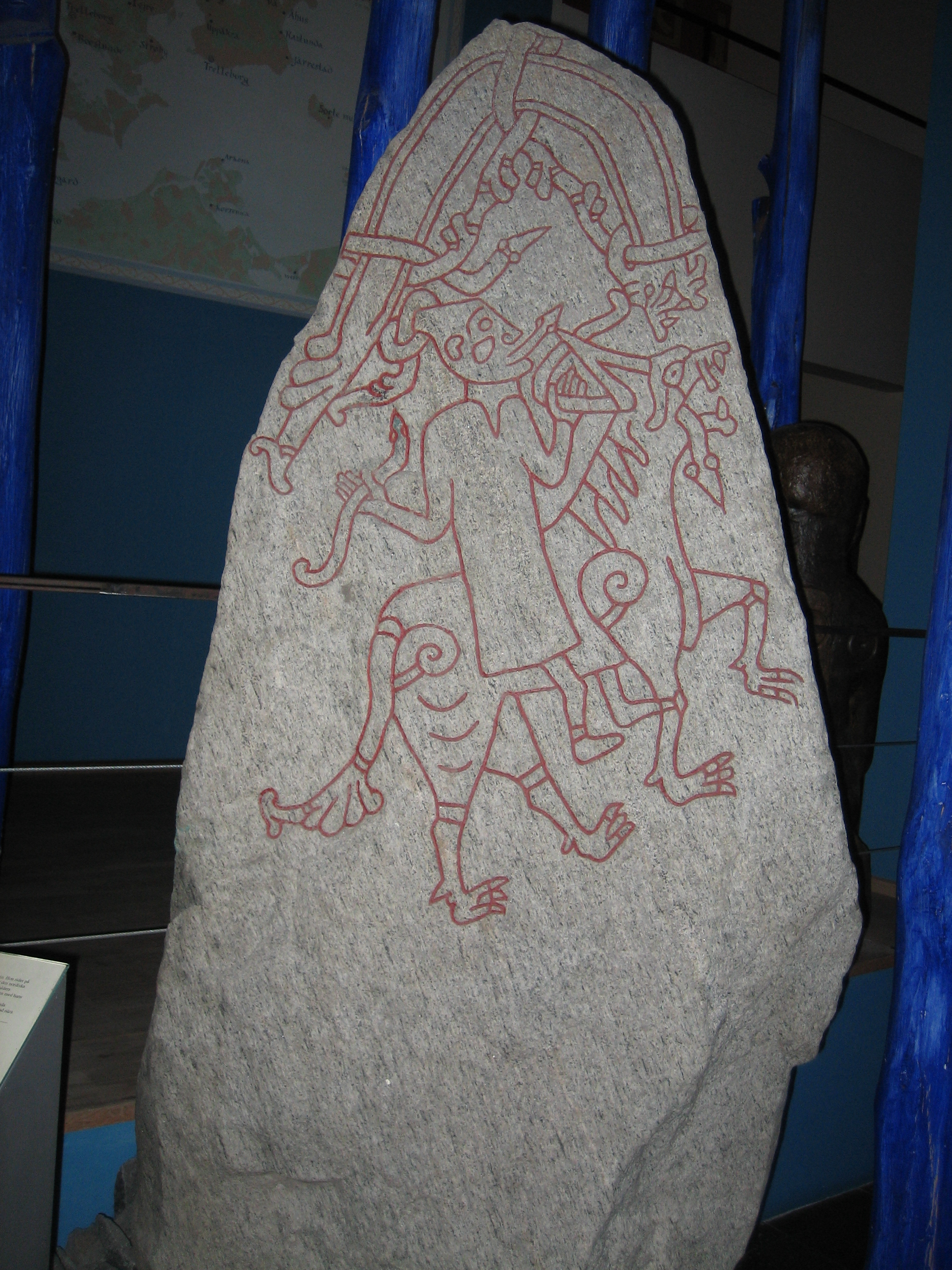
Vikingatida bildsten från Hunnestadsmonumentet i Skåne föreställande jättinnan Hyrrokkin.

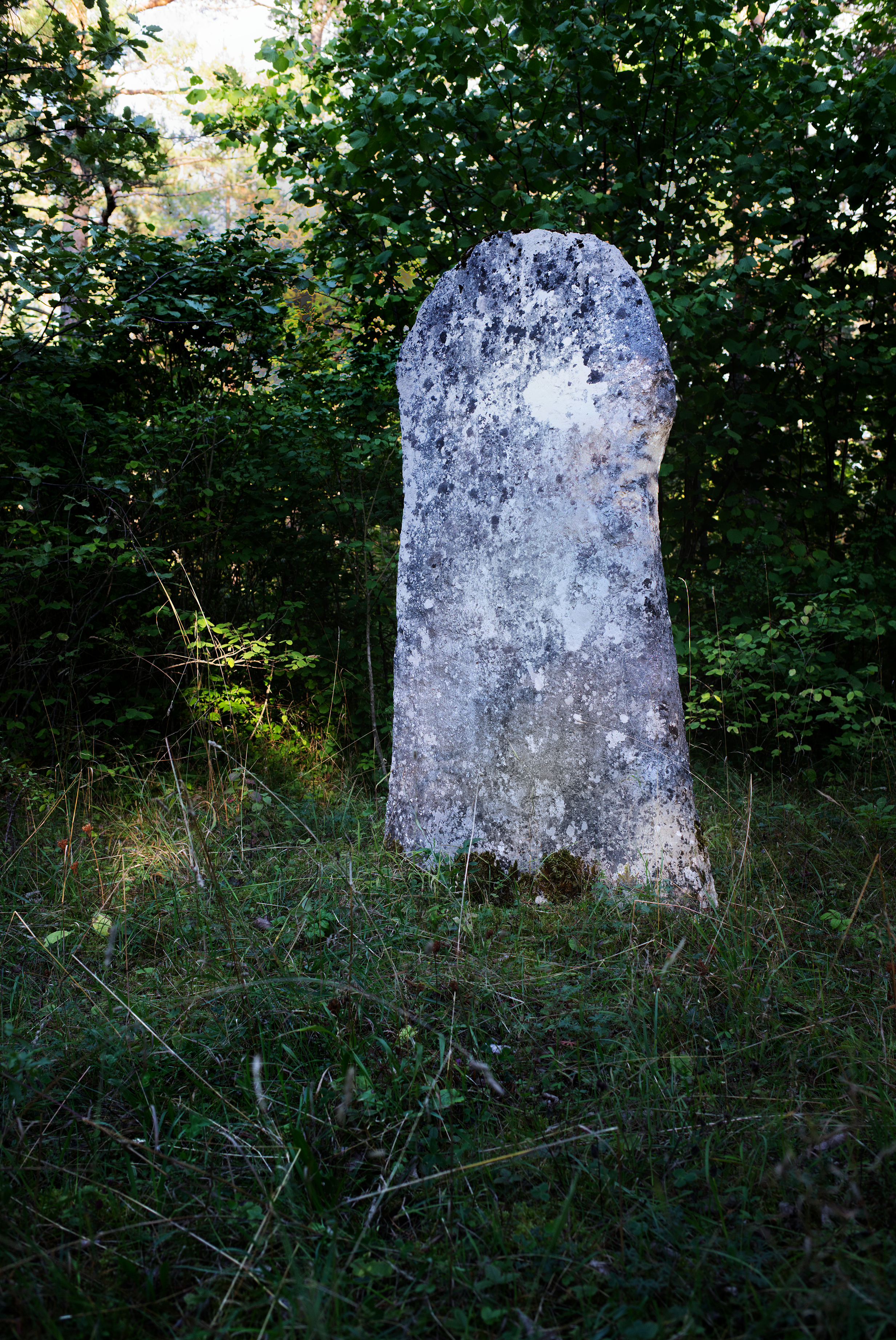
Denna bildsten är en av de få som står kvar på sin ursprungliga plats, en minst 1200 år gammal väg i Fröjels socken på Gotland. Bemålningen är borta, men stenens ytterkontur är kvar. Enligt en hypotes kan den representera en port till ett rike bortom det jordiska; ett dödsrike eller Paradiset.

En bildsten är en huggen, utmejslad och bjärt bemålad, oftast textlös stenhäll, som dekorerats med mytologiska bildmotiv och blivit rest utmed en färdväg eller på ett gravfält, i regel under yngre järnålder. Bildmotivet är endast skapat på stenens framsida medan baksidan är tom. De gotländska bildstenarna är så gott som uteslutande tillverkade av kalkstenshällar.
Bildstenar är speciellt vanliga på Gotland, exempelvis på Väskinde kyrkogård. De utgör en viktig informationskälla till de nordiska ländernas myter och förkristen religion.
En bildsten från 970-talet som hittades i Hedesunda socken vid Dalälven i södra Gästrikland, har gömts undan i en källare hos Länsmuseet i Gävle. Från mälardalen känner man till 24 bildstenar eller bildstensfragment. Bildstenar förekommer också, om än mer sparsamt i Skåne, till exempel Hunnestadsmonumentet och Sövestadstenen 1. År 2003 hade man funnit 467 bildstenar på Gotland.

## Den gotländska bildstenens historia
De flesta bildstenarna är sannolikt minnesstenar och många av dem har i senare tidsskeden blivit flyttade, återanvända i nya gravar eller inmurade i kyrkor. I de fall som man undersökt deras ursprungliga placeringar så har flertalet varit resta på äldre gravar.
Bildstenarna brukar efter ett system, skapat av Sune Lindqvist 1941 indelas i fem grupper: A-stenar, B-stenar, C-stenar, D-stenar och E-stenar.
A-typen är den typ som är äldst. Stenarna är yxformade med eggen vända uppåt. Soljul, drakormar och långa roddbåtar är vanliga på dessa stenar. Det finns även miniatyrstenar av denna typ. Lindqvist daterar dem från 400-talet till 500-talet, men senare forskning pekar på att de första stenarna kan har rests redan kring år 100.
B-typen domineras av miniatyrstenar, oftast med motiv av båtar och vattenfåglar. Stentypen dateras mellan 500- och 600-talen. Nyare forskning pekar dock på en längre tillverkning.
C-typen, är de för Gotland typiskt fallosformade stenarna indelade i olika bildsviter. Även miniatyrstenar med samma föremålskrets; mytologiska motiv och skeppsbilder finns. Lindqvist daterade typen till början av 700-talet, senare forskning tyder på att tillverkningen fortsatt längre.
D-typen liknar C-gruppen stenar, men har ett förenklat motival och mindre strukturerad uppbyggnad. Lindqvist daterade typen till slutet av 700-talet, idag anses stenarna ha ungefär samma datering som C-typen.
E-typen utgörs av sena bildstenar, ofta med kors och djur i urnesstil eller ringerikestil. Stenarna har ofta även runinskrifter. Dessa stenar har förutom på Gotland påträffats i två exemplar på Öland och ett i Uppland. Sune Lindqvist har antagit att gotlänningar kan ha varit upphovsmän även till fastlandsstenarna. Stenarna har av Sune Lindqvist daterats till 1000-talet. Man ser nu att de även kan ha tillverkats efter år 1100.
En förenklad indelning har även införts av Jan Peder Lamm och Erik Nylén. De delar istället in stenarna i fem grupper: T (Tidiga), M (mellan), S (sena), K (kiststenar) och Ka (kantstenar).
Ibland förekommer också runinskrifter, som ofta är omöjliga att tolka, även på de allra äldsta stenarna. På 700-talet placerade man gärna bildstenarna utmed vägar och vid välbesökta samlingsplatser. De är då mer svampformade och rika på bildmotiv som är indelade i olika fält. Svampstenarna liknar kluvna champinjoner. Många historiebilder är berättelser som tagits ur den nordisk mytologin och dess symbolvärld. Ett exempel på detta är Tjängvidestenen. Nyare forskning framhåller att stenarna även haft en viktig funktion som gränsmarkörer.
Bildstenar av typ C och senare kan enligt en hypotes representera en port till ett rike bortom det jordiska; ett dödsrike eller Paradiset. Konturen motsvarar en del ceremoniella portar i medelhavsländerna. 
Vissa sakuppgifter känner vi endast till tack vare de gotländska bildstenarna, ett sådant exempel är vikingaskeppens rutiga segel. De flesta av Gotlands bildstenar står inte längre kvar på sina ursprungliga platser, istället har de blivit återanvända som byggnadsmaterial i kyrkor, eller i senare tiders gravanläggningar.
Dekoren är ganska ytlig och därför relativt känslig och på alla de stenar som bevarats ute på sina ordinarie platser har dekoren för det mesta eroderats bort av sol, vind och vatten. Dessa brukar därför kallas för "blinda" bildstenar.
Exempel på gotländska bildstenar är Hunningestenarna, Tjängvidestenen och Ormkvinnan från Smiss i När. Flera gotländska bildstenar förvaras i Bildstenshallen på Gotlands Museum i Visby.
På 1000-talet avlöstes bilderna alltmer av runslingor och den gotländska traditionen med resta bildstenar övergick till runstenarnas epok.

## Konservera, restaurera eller rekonstruera
I Burradokumentet, the Burra Charter från år 1979 och i en standard som blev antagen som svensk standard år 2011, Bevarande av kulturarv - Generella termer och definitioner, SS-EN 15898:2011 definierar man ordet konservera som att bevara ett objekt så nära som möjligt det tillstånd det befinner sig i när planeringen och vårdåtgärderna startar. Att restaurera syftar till att stabilisera ett objekt så att dess värden och funktion kvarstår och det ska göras genom att respektera ursprungliga material och metoder. Att rekonstruera är att återföra ett objekt till ett tidigare känt stadium genom att tillföra nya material. Alla dessa åtgärder görs med särskild tanke på framtida generationer - stenen och dess ristningar ska bevaras till våra efterlevande. För att ett kulturhistoriskt objektet inte ska förvanskas över tid bör man vid varje åtgärdstillfälle eftersträva att förändra objektet så lite som möjligt.   
Tittar man på många av de bildstenar som står ute i fält kan man snabbt konstatera att de många, starka färgerna lyser med sin frånvaro. Däremot är många av stenarna bemålade med en enda färg som står som kontrast mot partier som är omålade och där stenytan syns. Detta bygger på en imålningstradition som uppstod och blev allmänt spridd under sent 1800-tal och under 1900-talet. Oftast baseras imålningen inte på hur den imålade stenen tros ha sett ut - i regel vet man inget om hur stenen såg ut från början och lämpligheten att måla i sten har därför diskuterats. Debatten kring imålningars vara eller icke-vara är inte ny, redan 1931 publiceras artikeln Böra runstenar och hällristningar uppmålas? av Gustaf Hällström som var arkeolog och antikvarie vid Riksantikvarieämbetet. Han beskriver hur imålningen började som ett experiement men hur det kom att utvecklas till systematisk imålning. (Många bildstenar fick sina motiv rekonstruerade av arkeologen Sune Lindqvist). Ofta säger man att imålningen fyller en pedagogisk funktion, det blir lättare för allmänheten att uppfatta motiven och att imålningen gör det tydligare att stenen är en fornlämning som omfattas av Kulturmiljölagens andra kapitel. Men enligt Burradokumentet bör alltså imålning övervägas endast då det finns säkra bevis för hur ett objekt sett ut tidigare och det bör då alltid tydligt dokumenteras och förmedlas till forskare och till allmänheten att man står inför en rekonstruktion. Ibland upptäcker man nya, alternativa tolkningar av ikonografin vilket kan göra att en äldre imålning blir inaktuell. Sten suger emellertid, vilket gör att färg kan vara mycket svår att avlägsna utan att stenen skadas.
Bildstenar har också målats och målats om i samband med fotografering. Arrhenius & Holmqvist beskriver i en artikel i Fornvännen från 1960 hur bildstenen Vallstena Vallstenarum I målades om från svart till röd för att bli "något gladare". Detta gör att vi när vi står inför en bildsten måste vara medvetna om att vi tittar på en rekonstruerad bemålning, vi står inför andra färgnyanser, bindemedel och pigment än de som ursprungligen fanns på stenarna. 
Många bildstenar är utförda av kalksten. Kalksten och karbonatbunden sandsten är mycket känsliga stensorter. De innehåller kalk som är basiskt och som reagerar starkt med sura ämnen. Surt regn eller sura miljöer (barrträd) bryter ner stenen. De är också känsliga för salter. Många typer av lav och mossor tycker mycket om kalk - men dessa stenar är mycket känsliga för mekanisk rengöring (borstning). Man kan aldrig återföra en sten till ett "nyskick" genom rengöring. All rengöring av sten sliter på ytan, varje gång en sten rengörs blir ytan lite grövre vilket i sin tur kan bidra till accelererad påväxt. Man kan hamna i en spiral med allt tätare rengöringscykler. Eftersom felaktig rengöring kan vara skadlig för stenen bör sådan aldrig utföras utan att en stenkonservator först gjort en så kallad tillståndsbedömning (konditionsbeskrivning) av stenen och dess omgivning.  Det bästa är alltid att arbeta preventivt, det vill säga avlägsna klippt gräs, nedfallna löv och fågelspillning direkt från stenen - innan det ger upphov till påväxt av lav och mossor.